# 青木放屁
青木 放屁（あおき ほうひ、生没年不詳）は、日本の元子役である。本名は青木 富宏（あおき とみひろ）。旧芸名は青木 富廣。

## 来歴・人物
生年生地不明（少なくとも1924年以降の出生）。
松竹蒲田撮影所の喜劇俳優である小倉繁と母・スエの間に生まれる。蒲田の名子役・青木富夫（突貫小僧）は異父兄にあたる。鎌倉市立大船中学校を卒業。
実家が蒲田にあったため、幼児の頃から富夫について松竹蒲田撮影所に遊びに行くうちにスタッフの目にとまり、1947年に小津安二郎監督の戦後復帰第一作目『長屋紳士録』に青木 富廣（あおき とみひろ）名義で、飯田蝶子に引き取られる戦災孤児ふうの少年役で初出演する。
太っていたので撮影所の皆から「ブーちゃん」の愛称で親しまれ、芸名も青木 放屁と改名する。以後、小津作品を中心に活躍するが1953年に公開された池田忠雄監督映画『関白マダム』の松本太郎役で出演した後、芸能界を引退した。
異父兄の富夫は2004年1月24日に80歳で死去したが、その後の放屁の消息は不明である。

## 出演作品

### 松竹大船撮影所
全て製作は「松竹大船撮影所」、配給は「松竹」、全てトーキーである。
- 『長屋紳士録』：監督小津安二郎、1947年5月20日公開 - 幸平 ※デビュー作[1]
- 『風の中の牝鶏』：監督小津安二郎、1948年9月17日公開 - 正一
- 『晩春』：監督小津安二郎、1949年9月19日公開 - 勝義
- 『初恋問答』：監督渋谷実、1950年1月15日公開 - 辰一
- 『銀座巴里』：監督萩山輝男、1952年5月15日公開 - チーター
- 『関白マダム』：監督池田忠雄、1953年2月5日公開 - 松本太郎 ※引退作[1]